# Вюльпиан, Альфред

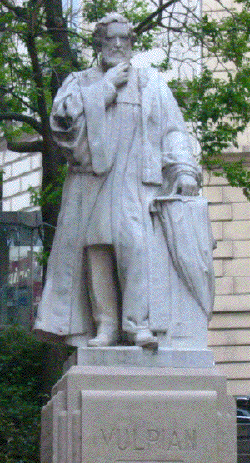
Памятник Альфре́да Вульпиа́на na Rue de l'Ecole de Médecine в Париже

Альфре́д Вюльпиа́н (1826, Париж — 1887, там же) — французский физиолог и клиницист.

## Биография и карьера
Родился в 1826 г. в Париже. За диссертацию «Essai sur l’origine réelle de plusieurs nerfs craniens» (1853) он получил степень доктора медицины. В 1860 г. за труд «Des pneumonies secondaires» был возведен в звание сотрудника медицинского факультета; в течение трех лет занимал флурансовскую кафедру физиологии в естественно-историческом музее; был приглашен в 1867 г. на медицинский факультет, в качестве профессора патологической анатомии, но в действительности совмещал с нею занятия и по сравнительной и экспериментальной патологии. Он был в то же время врачом в госпитале Charité, преемником Вюрца в звании декана медицинского факультета, и в 1876 г. вступил в члены академии наук, заняв место Андраля.
Вюльпиан был прекрасным экспериментатором, строгим и точным наблюдателем, отличался не столько творчеством, сколько критическим талантом. Лекции его, благодаря ораторскому таланту, привлекали массу слушателей и, благодаря своему реальному направлению, служили неоднократно мишенью для нападок со стороны духовенства, обвинявшего автора их в материализме и т. д. Из его лабораторных учеников вышло несколько выдающихся учёных.

## Труды
Из произведений Вюльпиана, кроме многочисленных отдельных сообщений, сделанных им в Société de Biologie и во Французской академии наук, следует упомянуть:
- «Leçons sur la physiologie générale et comparée du système nerveux» (1864, в Muséum d’histoire naturel, 1866);
- «Leçons sur l’appareil vaso-moteur (phisiologie et pathologie)» (в парижском медицинском факультете, 1874—75);
- «Leçons sur la pathologie expérimentale de l’appareil digestif»;
- «Leçons sur l’action physiologique des poisons médicaments» (там же, 1875);
- «Clinique médicale de l’hopital de la Charité» (1878);
- «Maladies de système nerveux» (1879).